# Verbesina lottiana
Verbesina lottiana là một loài thực vật có hoa trong họ Cúc. Loài này được E.J.Lott & Olsen miêu tả khoa học đầu tiên năm 1988.